# Edgar Bruno da Silva
Edgar Bruno da Silva (São Carlos, 3 de janeiro de 1987) é um futebolista brasileiro. Atua como atacante. Atualmente defende o Daegu FC

## Carreira
Revelado pelo Joinville, teve uma rápida passagem pelo São Paulo Futebol Clube em 2006. Pela altura (1,90m), Edgol, como é chamado no Sul, tem facilidade no jogo aéreo e é bom finalizador. Em sua estreia como profissional, na Seletiva do Campeonato Catarinense, Edgar fez cinco gols na goleada do Joinville sobre o Atlético Tubarão, por 6 a 2.
Edgar ingressou no Beira-Mar em Janeiro, fez treze partidas e marcou quatro gols no Campeonato Português.
Edgar esteve perto de uma transferência para o Benfica. No entanto, foi para o rival FC Porto no dia 14 de Junho de 2007.
No início de 2008 foi emprestado à Acadêmica, como forma de compensar a equipe pelo antecipar do regresso de Hélder Barbosa ao Porto, para colmatar a ausência de Tarik Sektioui, que foi convocado para jogar na Copa das Nações Africanas de 2008.
Em Junho de 2008 foi emprestado ao Estrela Vermelha, do Campeonato Sérvio de Futebol.
No início de 2009, Edgar se transferiu para o Vasco da Gama, clube brasileiro.
No início da época 2009/2010 voltou ao futebol português para representar o Clube Desportivo Nacional.

## Títulos
São Paulo
- Campeonato Brasileiro: 2006

Lekhwiya
- Liga de Futebol do Catar: 2016–17[4]

Daegu
- Copa da Coreia do Sul de Futebol: 2018